# Bennu Yıldırımlar
Bennu Yıldırımlar (* 22. November 1969) ist eine türkische Schauspielerin.

## Biografie
Bennu Yıldırımlar absolvierte das Erenköy Kız Gymnasium in Istanbul. 1990 studierte sie an der Istanbul Universität im Theaterwissenschaft. Zudem besuchte sie 1990–1991 einen Kurs in Westminster in England im Rahmen der Erwachsenenbildung im Bereich Theater. Sie wurde unter anderem Dank ihren Rollen in den Filmen Süper Baba (wo sie Elif spielte) und Yaprak Dökümü (wo sie die älteste Tochter Fikret spielte) sowie mit ihrer Rolle als Servet in Gönül İşleri bekannt.
Seit 1995 ist sie mit dem Schauspieler Bülent Emin Yarar verheiratet. Das Paar hat ein Kind.

## Filmografie (Auswahl)
| - 1988: Perili Köşk – TRT - 1990: Gençler – TRT - 1990: Gülen Ayva Ağlayan Nar - 1993: Rifle King Kong Show – Kanal 6 - 1994: Piranha Films – Channel 4 - 1994: Muhteşem Zango – Star TV - 1995: Kopgel Taksi – Star TV - 1995: Video Klip ve Çizgi Film Sunuşları – Show TV - 1996: Sharpe’s Revenge – Carlton TV - 1997: Süper Baba (Elif) – ATV - 1998: Utanmaz Adam – ATV - 1998: Kördüğüm – TRT - 1999: Ölümün El Yazısı Kanal D - 2001: Tek Celse (TV-Serie) – TRT - 2001: Üzgünüm Leyla (TV-Serie) - 2001: Kim Gitsin Yarışma Programı - 2002: Bir Tatlı Huzur – Show TV - 2002: Şapkadan Babam Çıktı TRT - 2004: Avrupa Yakası (Konuk) – ATV - 2005: Aynalar (Gül) – TRT - 2005: Maki (Iraz) – Show TV - 2006–2010: Yaprak Dökümü Kanal D - 2011: Umutsuz Ev Kadınları Kanal D - 2017–2019: Kadın (TV-Serie) – FOX - 1992: Adada Son Gece - 1993: Hacı Yusuf Efendi - 1994: Ağrı'ya Dönüş - 1994: Gece, Melek ve Bizim Çocuklar - 1998: Eski Fotoğraflar - 1998: Kaç Para Kaç - 2000: Hiç Yoktan Aşk (TV-Film) - 2006: Kabuslar Evi: Kaçan Fırsatlar Limited (TV-Film) - 2009–2010: Gökten Üç Elma Düştü - 2018: The Wild Pear Tree (Ahlat Ağacı) | - 2012: Dar Ayakkabıyla Yaşamak: Dušan Kovačević – İstanbul Stadttheater - 2011: Buluşma Yeri: Dušan Kovačević – İstanbul Stadttheater - 2009: İntiharın Genel Provası: Dušan Kovačević – İstanbul Stadttheater - 2007: Üç Kızkardeş – Anton Çehov (als Maşa) – İstanbul Stadttheater - 2006: Saygılı Yosma – Jean-Paul Sartre (als Lizzie) – İstanbul Stadttheater - 2002–2007: Yaprak Dökümü – İstanbul Stadttheater - 2002–2003: III. Richard – Shakespeare – İstanbul Stad - 2002: Kadınlar.Savaş.Komedi – Thomas Brasch – İstanbul Stadttheater - 2002: Ateş Yüzlü – Marius von Mayenburg – İstanbul Stadttheater - 2001–2002: Herkes Aynı Bahçede – Anton Çehov oyunları kolajı – İstanbul Stadttheater - 1998–1999: Huzur – Ahmet Hamdi Tanpınar'ın aynı adlı romanından (Nuran) – İstanbul Stadttheater - 1995: Bir Atın Öyküsü – Tolstoy'dan uyarlayan M. Rozovsky – İstanbul Stadttheater - 1994: Askerliğim – N. Simon – İstanbul Stadttheater - 1990: Üç Kızkardeş – Anton Çehov – İstanbul Stadttheater |

## Auszeichnungen
Yıldırımlar erhielt mehrere Auszeichnungen, darunter:
- 1994: Ankara Film Festivali „Hoffnunggebende neue Schauspielerin“
- 1996: Bedia Muvahhit Ödülü mit dem Stück „Bir At'ın Öyküsü“
- 2000: Sadri Alibik Sinema Ödülü mit dem Film „Kaç Para Kaç“
- 2006: Lions Tiyatro Ödülleri (Theater)
- 2008: Altın Kelebek (z.dt. „Goldener Schmetterling“) „Beste weibliche Darstellerin“